# Рапетозавр
Рапетозавр (лат. Rapetosaurus) — род завропод из клады Lithostrotia, живших во времена позднемеловой эпохи (маастрихтский век) на территории Мадагаскара. Известен один вид — Rapetosaurus krausei.

## Характеристики
Рапетозавр был типичным завроподом: имел длинную шею, тонкий хвост и крупное слоноподобное тело. Был довольно скромного размера для титанозавров: молодые особи достигали 8 м в длину и весили около 5—6 тонн, взрослые животные были в два раза крупнее — 15 м длиной и 30—50 тонн массой, что по размеру вполовину меньше таких титанозавров, как аргентинозавр или паралититан. 
Череп имел сходство с черепами диплодоцид — удлинённый и узкий, ноздри были расположены на вершине черепа. Важной отличительной особенностью в строении черепа рапетозавра являлись расширенные анторбитальные окна (отверстия перед глазницами), которые доходили до уровня начала альвеолярной дуги. Челюсти содержали маленькие карандашоподобные зубы, пригодные для срывания листьев с деревьев.
Позвонки завропод являются наиболее важной частью скелета, так как содержали множественные полости с воздушными мешками определённой формы для каждого рода, позволяющим палеонтологам определить филогенетические связи животного. В шейном отделе позвоночника рапетозавра содержалось 15 позвонков, причём первые 5 из них были удлинённые, а последующие становились более короткими и широкими. Эти 10 шейных позвонков были опистоцельными — тела позвонков выпуклы спереди и вогнуты сзади. Также опистоцельными были и 6 тазовых позвонков, причём сращения между ними отсутствовали. Общее количество хвостовых позвонков неизвестно, найдено было только 18 штук. Хвостовые позвонки были процельными (их тела вогнуты спереди и выпуклы сзади) с длинными остистыми отростками, направленными вверх. 
Таз рапетозавра характеризуется короткой седалищной костью — 54 % от длины лобковой кости. Вертлужная впадина тазобедренного сустава была образована в большой степени подвздошной и лобковой костями, и лишь небольшим фрагментом седалищной кости. Кости стопы анатомически соединены, самым длинным пальцем из пяти являлся третий. Пятый палец был треугольной формы и значительно уменьшен.

## Открытие и описание
Ископаемые остатки были найдены недалеко от портового города Махадзанга на северо-западе Мадагаскара, в слоях песчаника, известные как пачка Анембалемба (часть формации Маеварано), датированная маастрихтским веком позднемеловой эпохи (возрастом около 70 миллионов лет). Окаменелости нашла полевая группа из Университета штата Нью-Йорк в Стоуни-Брук совместно с Университетом Антананариву. Руководитель группы Дэвид Крауз занимался раскопками с 1993 года.
Открытие рапетозавра стало первым случаем обнаружения титанозавра с почти совершенно неповреждённым скелетом и полностью сохранившемся черепом. Данная находка смогла прояснить многие проблемы классификации этой группы завропод, а также стала основой для реконструкции многих других титанозавров, в основном известных только по разрозненным ископаемым остаткам.
В результате раскопок были обнаружены два частично сохранившихся черепа взрослых особей (голотип UA 8698 состоял из правой половины верхней челюсти с 8 зубами и левой половиной нижней челюсти с 11 зубами), скелет молодой особи (голотип FMNH PR2209), у которого не хватало только несколько хвостовых позвонков. Именно голотип FMNH PR2209 является самыми хорошо сохранившемся ископаемыми остатками титанозавров, из когда либо обнаруженных.
Описание было опубликовано в 2001 году Кристиной Карри Роджерс и Катериной А. Форстер в Nature по практически полному скелету молодой особи и частичным ископаемым остаткам трёх других экземпляров. Родовое название дано в честь гигантского божества Рапето из малагасийского фольклора, а видовой эпитет в честь Дэвида Крауза — руководителя полевой группы.

## Классификация
Рапетозавр был типичным представителем титанозавров (Titanosauria) — группы, к которой принадлежали одни из последних живших завропод и самые крупные животные, когда либо существовавшие. При описании Карри Роджерс и Катерина Фостер отметили сходства черепа рапетозавра с черепами немегтозавра и кваэзитозавра из позднего мела Монголии. На основании этого Уилсон в 2002 году отнёс рапетозавра к семейству нэмэгтозаврид. В 2003 году Уилсон вместе с Апчёрчем предложил признать семейство титанозаврид недействительным на основании того, что род Titanosaurus был признан nomen dubium, так как голотип не соответствовал диагностическим характеристикам из-за плохого состояния находки и малого количества ископаемого материала. Вместо Titanosauridae Апчёрч в 2004 году создал новую кладу Lithostrotia, куда был помещён в том числе и рапетозавр. В 2005 году Карри Роджерс публикует статью о филогении титанозавров, в которой кладу Lithostrotia относит к семейству сальтозаврид. В том же году Уилсон повторно помещает рапетозавра как род в составе нэмэгтозаврид. В 2011 году бразильские палеонтологи во главе с Заэром включили нэмэгтозаврид в состав клады Lithostrotia. По исследованиям 2016 года, считается, что рапетозавр является паралифетическим родом по отношению к нэмэгтозавридам и поэтому является incertae sedis в составе Lithostrotia.

## Палеобиология

### Рост
Кристина Роджерс и её коллеги в 2016 году обнаружили в музейной коллекции новые образцы совсем юных особей рапетозавров. По оценкам особь весила около 40 кг и к моменту смерти, вероятно, имела возраст от 39 до 77 дней и умерла вследствие засухи от голода. По подсчётам во время вылупления из яйца детёныш весил 3,4 кг. Изучение микроструктуры костей показало, что у детёнышей этих завропод был очень быстрый рост, они были самостоятельны и не нуждались в родительской заботе.

## Палеоэкология
Во время маастрихтского века Мадагаскар, как и в нынешнее время, был островом, отделившемся от Индийского субконтинента за 20 миллионов лет до этого. Он дрейфовал на север, однако находился всё ещё на 10-15о южнее, чем в наши дни. Климат тогда был полузасушливым, с выраженной сезонностью температур и количества осадков. Многие животные обитали в прибрежной пойме, изрезанной большим количеством песчаных речных русел. Геологические данные говорят о том, что по этим руслам в сезон дождей возникали сильные водные потоки, уносящие с собой ископаемые остатки организмов, погибших в предшествующий сухой сезон. Такие условия обеспечивали исключительную сохранность окаменелостей. Уровень моря в этом районе постепенно повышался в течение всего маастрихта и палеоцена, так что, вероятно, рапетозавры бродили в зонах прилива. Соседняя формация Беривотра представляет уже из себя морские отложения. 
Помимо рапетозавра, в формации Маеварано были обнаружены рыбы, лягушки, ящерицы, змеи, семь видов крокодиломорфов, Vorona и несколько других птиц, летающий дромеозаврид рахонавис, ноазаврид масиакозавр и абелизаврид майюнгозавр. Также было обнаружено большое количество млекопитающих, такие как неплацентарные эутерии и гондванатерии, некоторые из которых, например винтана, достигали довольно крупных размеров.
Череп майюнгазавра был обнаружен в 1996 году. Этот абелизаврид похож на других представителей семейства, найденных в Индии и Аргентине, что указывает на существование сухопутных мостов между фрагментами бывшего суперконтинента Гондвана в конце мелового периода, гораздо позже, чем считалось ранее. Вероятнее всего, существовал перешеек, который позволял животным перемещаться из Южной Америки и Антарктиду, а в дальнейшем в Индию и Мадагаскар. Майюнгозавр был крупнейшим хищником на данной территории, в то время как единственные известные крупные растительноядные животные были завроподы, подобные рапетозавру. Учёные предполагают, что майюнгозавры специализировались в охоте на завропод. Следы зубов майюнгозавров на костях рапетозавров указывают на то, что они питались этими завроподами.
Как правило, титанозавры были необычны среди завропод тем, что могли сосуществовать вместе с крупными птицетазовыми, такими как цератопсиды, гадрозавры и анкилозавры. Тем не менее, рапетозавр был нетипичным среди титанозавров в том, что он разделял бассейн Махадзанга с другим крупным завроподом — Vahiny depereti. Более мелкие растительноядные животные были редки — только один, симозух, обнаружен за более чем вековые раскопки в этом районе. Из-за отсутствия птицетазовых, предполагается, что меловой Мадагаскар имел совсем другие растительноядные сообщества животных, чем в других частях планеты.